# Achaearanea trinidensis
Achaearanea trinidensis är en spindelart som beskrevs av Claude Lévi 1959. Achaearanea trinidensis ingår i släktet Achaearanea och familjen klotspindlar. Inga underarter finns listade i Catalogue of Life.